# نيلسون شاي
نيلسون شاي (بالإنجليزية: Nelson Chai) هو مصرفي الاستثمار ‏ أمريكي، ولد في 1965.